# Tatsuta (tàu tuần dương Nhật)
Tatsuta (tiếng Nhật: 龍田) là một tàu tuần dương hạng nhẹ của Hải quân Đế quốc Nhật Bản, là chiếc thứ hai trong lớp Tenryū bao gồm hai chiếc. Tên Tatsuta của nó được đặt theo sông Tatsuta tại tỉnh Nara. Nó đã được sử dụng rộng rãi trong Chiến tranh Thế giới thứ hai, và đã bị tàu ngầm Mỹ Sand Lance đánh chìm trên đường hộ tống một đoàn tàu vận tải tăng cường cho Saipan vào năm 1944.

## Thiết kế và chế tạo
Lớp tàu tuần dương hạng nhẹ Tenryū có thiết kế thực chất là những tàu khu trục mở rộng, chịu ảnh hưởng và được thiết kế theo cùng khái niệm với lớp tàu tuần dương Arethusa và lớp C của Hải quân Hoàng gia Anh. Những chiếc này được thiết kế để hoạt động như soái hạm của các hải đội tàu khu trục.
Với những cải tiến về kỹ thuật động cơ turbine đốt dầu, lớp Tenryū có công suất động lực mạnh hơn gấp đôi so với Chikuma và có khả năng đạt được tốc độ tối đa lên đến 61 km/h (33 knot).

## Lịch sử hoạt động

### Các hoạt động ban đầu
Tatsuta được hoàn tất vào ngày 31 tháng 3 năm 1919 tại xưởng hải quân Sasebo. Trong năm tiếp theo, nó được phân về Hạm đội 2 và tuần tra dọc theo bờ biển nước Nga, hỗ trợ cho Lục quân Nhật Bản trong các chiến dịch Can thiệp Siberi chống lại Hồng quân Liên Xô của Bolshevik. Vào ngày 19 tháng 3 năm 1924, Tatsuta liên quan đến một tai nạn ngoài khơi cảng Sasebo, Nagasaki, nơi nó va chạm và làm chìm một tàu huấn luyện.
Chiếc tàu tuần dương được tái trang bị từ tháng 3 năm 1927 đến tháng 3 năm 1930, khi nó được trang bị cột buồm phía trước dạng ba chân. Từ năm 1937 đến năm 1938, Tatsuta được giao nhiệm vụ tuần tra dọc theo bờ biển Trung Quốc, trong khi mối quan hệ giữa Nhật Bản và Trung Quốc ngày càng xấu đi, dẫn đến cuộc Chiến tranh Trung-Nhật. Trong đợt tái trang bị vào năm 1939, nó được bổ sung thêm hai súng máy phòng không 13 mm.

### Giai đoạn mở đầu chiến tranh Thái Bình Dương
Vào cuối năm 1940, Tatsuta được đặt căn cứ tại Truk trong quần đảo Caroline, cùng với chiếc tàu chị em với nó Tenryū trong Hải đội Tuần dương 18 thuộc Hạm đội 4 dưới quyền chỉ huy của Chuẩn Đô đốc Marumo Kunimori. Vào lúc xảy ra trận tấn công Trân Châu Cảng, Hải đội Tuần dương 18 đang trong thành phần của lực lượng tấn công đảo Wake. Tenryū bị càn quét bởi hỏa lực súng máy của một chiếc máy bay tiêm kích Grumman F4F Wildcat của Thủy quân Lục chiến Mỹ vào ngày 11 tháng 12 năm 1941, nhưng không gây ra thiệt hại nào trong trận đảo Wake lần thứ nhất. Sau đó chiếc tàu tuần dương còn tham gia đợt tấn công thứ hai và chiếm đó thành công đảo Wake vào ngày 21 tháng 12.
Vào ngày 20 tháng 1 năm 1942, Tatsuta và Tenryū được giao nhiệm vụ bảo vệ đoàn tàu vận tải chở quân trong cuộc đổ bộ lên Kavieng trên đảo New Ireland trong quần đảo Bismarck. Trong một đợt tái trang bị tại Truk vào ngày 23 tháng 2, hai khẩu đội 25 mm Kiểu 96 phòng không nòng đôi được trang bị phía sau đuôi tàu như một phần của sự tăng cường cảnh giác đối với mối đe dọa ngày càng tăng cao của máy bay Mỹ.

### Các chiến dịch tại quần đảo Solomon và New Guinea
Từ tháng 3 đến tháng 5, Hải đội Tuần dương 18 cùng Tatsuta đã bảo vệ cho nhiều cuộc đổ quân suốt trong khu vực quần đảo Solomon và New Guinea, bao gồm Lae và Salamaua, Buka, Bougainville, Rabaul, Shortland, Kieta, đảo Manus, quần đảo Admiralty, Tulagi, và đảo Santa Isabel. Sau đó, Tatsuta quay trở về Nhật Bản vào ngày 23 tháng 5 và ở lại đó một tháng để sửa chữa.
Vào ngày 14 tháng 7 năm 1942, trong một đợt cải tổ sâu rộng Hải quân Nhật, Hải đội Tuần dương 18 dưới quyền chỉ huy của Chuẩn Đô đốc Mitsuharu Matsuyama được điều về Hạm đội 8 Nhật Bản vừa mới được thành lập dưới quyền chỉ huy của Phó Đô đốc Gunichi Mikawa. Ngày 20 tháng 7, Tenryū được giao nhiệm vụ bảo vệ cho cuộc đổ bộ quân đội Nhật Bản lên Buna thuộc New Guinea. Lực lượng đổ bộ bị các máy bay ném bom Không lực Lục quân Hoa Kỳ B-17 Flying Fortress và B-26 Marauder tấn công, nhưng Tatsuta thoát được mà không bị hư hại.
Vào ngày 25 tháng 8, một lần nữa Tatsuta bị các máy bay ném bom B-17 tấn công khi nó đang hỗ trợ cho cuộc đổ bộ của một lực lượng 1.200 quân thuộc Lực lượng Đổ bộ Hải quân Đặc biệt Kure Số 5 tại vịnh Milne, New Guinea, nhưng nó lại thoát được mà không bị thiệt hại. Đến ngày 6 tháng 9, Tatsuta nằm trong thành phần của lực lượng được giao nhiệm vụ triệt thoái các đơn vị còn sống sót sau thất bại của họ, và trong quá trình rút lui đã đánh chìm chiếc tàu hàng Anh Quốc 3.199 tấn Anshun. Đến ngày 6 tháng 10, Tatsuta được giao nhiệm vụ vận chuyển Tập đoàn quân 17 cùng binh lính đến Guadalcanal.

### Quay trở về Nhật Bản
Tatsuta quay trở về Maizuru, Kyoto vào ngày 19 tháng 1 năm 1943 để sửa chữa, rồi ở lại Nhật Bản cho đến tháng 10 tiến hành các chuyến đi huấn luyện trong vùng biển Nội địa cùng các tàu khu trục vừa mới được đưa vào hoạt động. Ngày 8 tháng 6, trong khi Tatsuta đang neo đậu gần Hashirajima, chiếc thiết giáp hạm Mutsu bị nổ tung và chìm do một tai nạn nổ hầm đạn. Tatsuta đã tham gia vào việc cứu hộ và đã vớt được 39 người bị thương còn sống sót.
Ngày 20 tháng 10 năm 1943, Tatsuta quay trở lại Truk, thực hiện nhiều chuyến đi vận chuyển binh lính đến Ponape những tuần lễ tiếp theo. Trên đường quay trở về Nhật Bản vào ngày 5 tháng 11, đoàn tàu vận tải của Tatsuta bị tàu ngầm Halibut tấn công gần Bungo Suido. Tuy nhiên, mục tiêu chính của Halibut là chiếc tàu sân bay Junyo và thiết giáp hạm Yamashiro, nên Tatsuta bị bỏ qua. Sau đó Tatsuta ở lại Nhật Bản, tiến hành các hoạt động huấn luyện cho đến tháng 3 năm 1944.
Ngày 11 tháng 3 năm 1944, Tatsuta được giao nhiệm vụ hộ tống một đoàn tàu vận tải lớn đến tăng cường cho Saipan. Ngày 13 tháng 3 năm 1944, đoàn tàu vận tải bị tàu ngầm Mỹ Sand Lance tấn công trong chuyến tuần tra đầu tiên trong chiến tranh của nó tại vị trí 64 km (40 dặm) Bắc Đông Bắc Hachijōjima (tọa độ 32°52′B 139°12′Đ / 32,867°B 139,2°Đ). Hai trong số bốn quả ngư lôi bắn ra đã trúng Tatsuta, và đã đánh chìm chiếc tàu tuần dương, làm 26 thủy thủ đoàn thiệt mạng. Các tàu khu trục Nowaki và Uzuki đã vớt những người sống sót trong đó có Thuyền trưởng, Đại tá Takemi Torii và Chuẩn Đô đốc Takama Tamotsu.
Tatsuta được rút khỏi danh sách Đăng bạ Hải quân vào ngày 10 tháng 5 năm 1944.

## Danh sách thuyền trưởng
- Kagara Otohiko (sĩ quan trang bị trưởng): 1 tháng 5 năm 1918 - 31 tháng 3 năm 1919
- Kagara Otohiko: 31 tháng 3 năm 1919 - 1 tháng 10 năm 1920
- Ryokichi Odera: 1 tháng 10 năm 1920 - 20 tháng 11 năm 1921
- Tatsuzo Kawamura: 20 tháng 11 năm 1921 - 29 tháng 5 năm 1922
- Takeshi Takahashi: 29 tháng 5 năm 1922 - 20 tháng 11 năm 1922
- Meijiro Tachi: 20 tháng 11 năm 1922 - 10 tháng 5 năm 1923
- Masashi Takeuchi: 10 tháng 5 năm 1923 - 1 tháng 12 năm 1923
- Ichimura Hisao: 1 tháng 12 năm 1923 - 25 tháng 3 năm 1924
- Matsuzaki Sunao: 25 tháng 3 năm 1924 - 10 tháng 11 năm 1924
- Shiba Shibayama: 10 tháng 11 năm 1924 - 1 tháng 12 năm 1925
- Yoshiyuki Niiyama: 1 tháng 12 năm 1925 - 20 tháng 5 năm 1926
- Takagi Heiji: 20 tháng 5 năm 1926 - 1 tháng 11 năm 1926
- Kanekoto Iwamura: 1 tháng 11 năm 1926 - 1 tháng 12 năm 1927
- Yamamoto Matsushi: 1 tháng 12 năm 1927 - 1 tháng 5 năm 1929
- Kawana Takeo: 1 tháng 5 năm 1929 - 30 tháng 11 năm 1929
- Kunji Tange: 30 tháng 11 năm 1929 - 20 tháng 11 năm 1930
- Sakuma Takao: 20 tháng 11 năm 1930 - 1 tháng 12 năm 1931
- Masukichi Matsuki: 1 tháng 12 năm 1931 - 1 tháng 12 năm 1932
- Aritaka Aihara: 1 tháng 12 năm 1932 - 15 tháng 11 năm 1933
- Shiro Oshima: 15 tháng 11 năm 1933 - 1 tháng 11 năm 1934
- Chuichi Hara: 1 tháng 11 năm 1934 - 15 tháng 11 năm 1935
- Yatsushiro Sukeyoshi: 15 tháng 11 năm 1935 - 1 tháng 6 năm 1936
- Fukuda Teizaburo: 1 tháng 6 năm 1936 - 1 tháng 4 năm 1937
- Takayanagi Gihachi: 1 tháng 4 năm 1937 - 1 tháng 12 năm 1937
- Yamaguchi Jihei: 1 tháng 12 năm 1937 - 20 tháng 8 năm 1938
- Yasunoshin Ito: 20 tháng 8 năm 1938 - 25 tháng 5 năm 1939
- Matsura Tadayuki: 25 tháng 5 năm 1939 - 25 tháng 9 năm 1940
- Masao Sawa: 25 tháng 9 năm 1940 - 20 tháng 8 năm 1941
- Yoshifumi Baba: 20 tháng 8 năm 1941 - 20 tháng 7 năm 1942
- Yoshimura Matake: 20 tháng 7 năm 1942 - 1 tháng 1 năm 1943
- Funaki Morie: 1 tháng 1 năm 1943 - 5 tháng 4 năm 1943
- Nobuki Ogawa: 5 tháng 4 năm 1943 - 22 tháng 12 năm 1943
- Takemi Torii: 22 tháng 12 năm 1943 - 13 tháng 3 năm 1944

### Sách
- Brown, David (1990). Warship Losses of World War Two. Naval Institute Press. ISBN 1-55750-914-X.
- D'Albas, Andrieu (1965). Death of a Navy: Japanese Naval Action in World War II. isbn = 0-8159-5302-X: Devin-Adair Pub. {{Chú thích sách}}: Thiếu dấu sổ thẳng trong: |location= (trợ giúp)Quản lý CS1: địa điểm (liên kết)
- Dull, Paul S. (1978). A Battle History of the Imperial Japanese Navy, 1941-1945. Naval Institute Press. ISBN 0-87021-097-1.
- Lacroix, Eric (1997). Japanese Cruisers of the Pacific War. Linton Wells. Naval Institute Press. ISBN 0-87021-311-3.

## Các hình ảnh

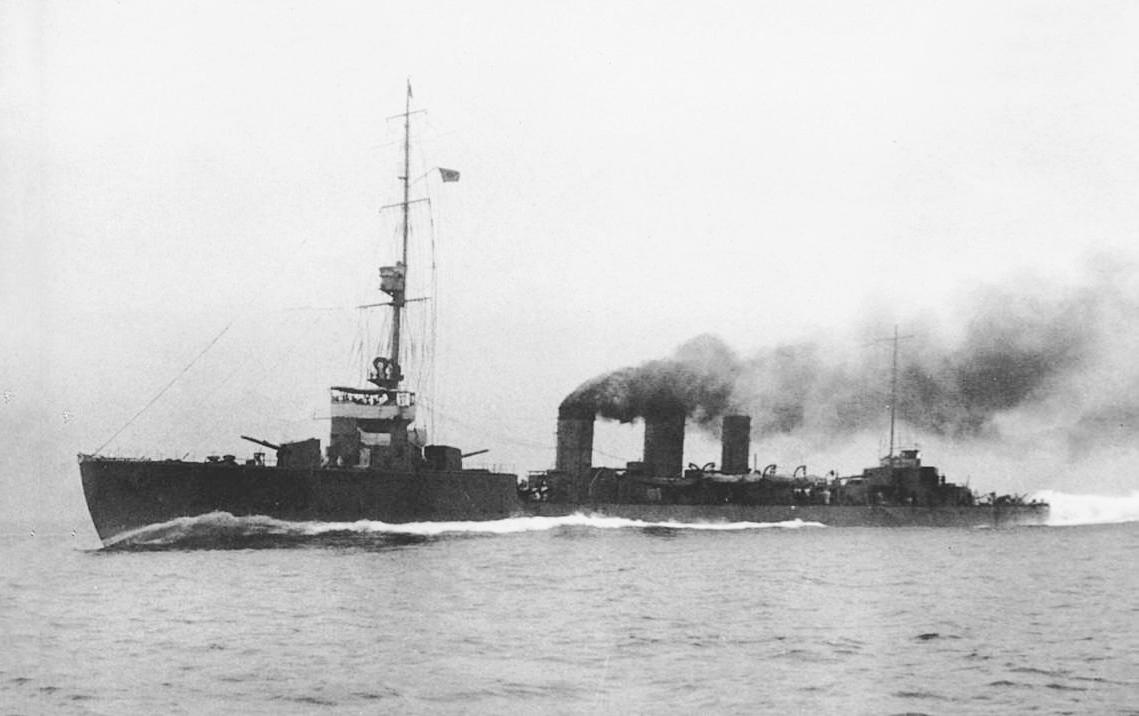
Tatsuta vào năm 1919
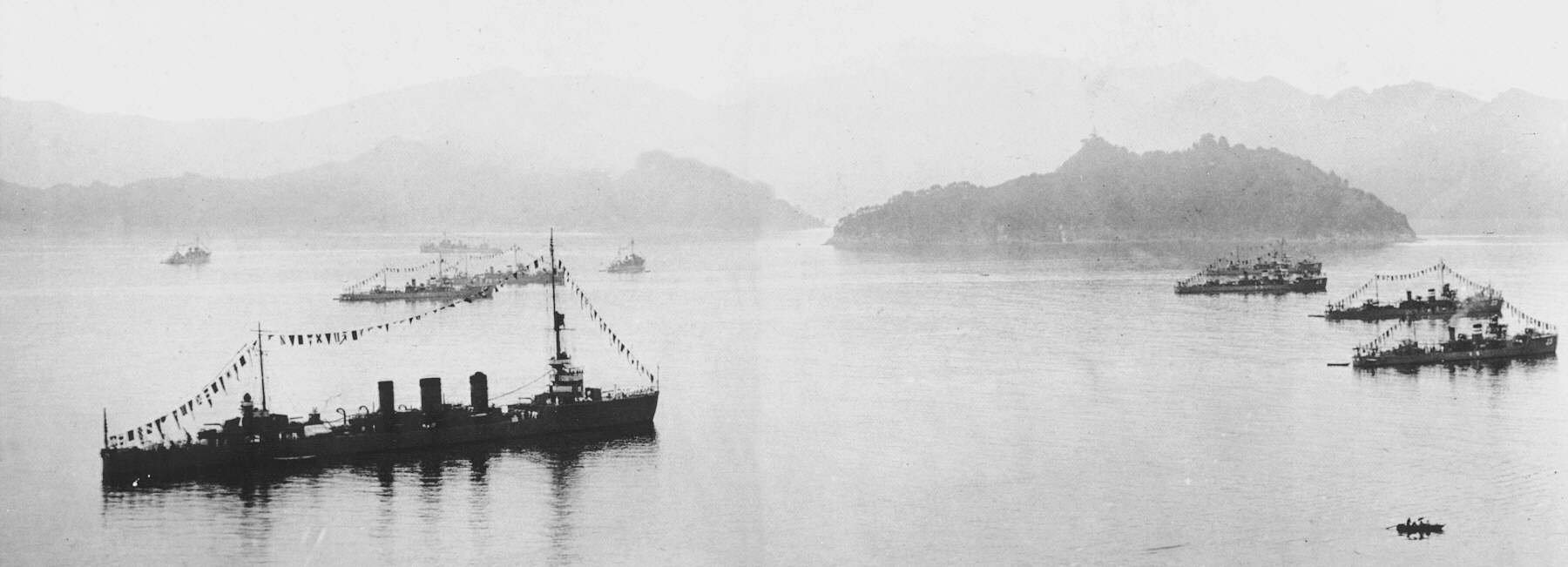
Tatsuta trong vùng biển nội địa cùng hải đội khu trục, những năm 1920
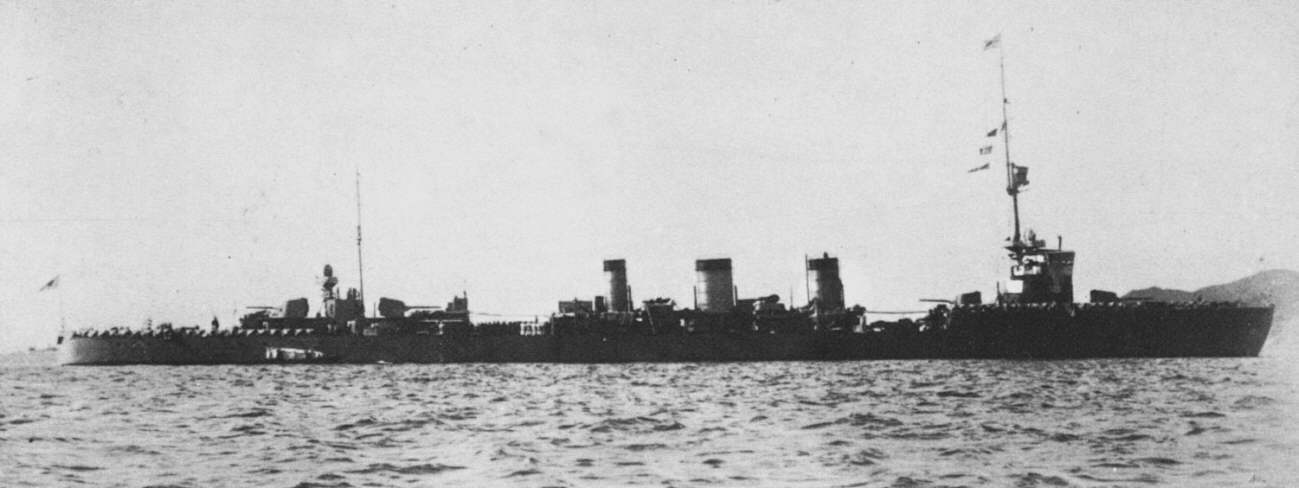
Tatsuta tại Kure vào năm 1928
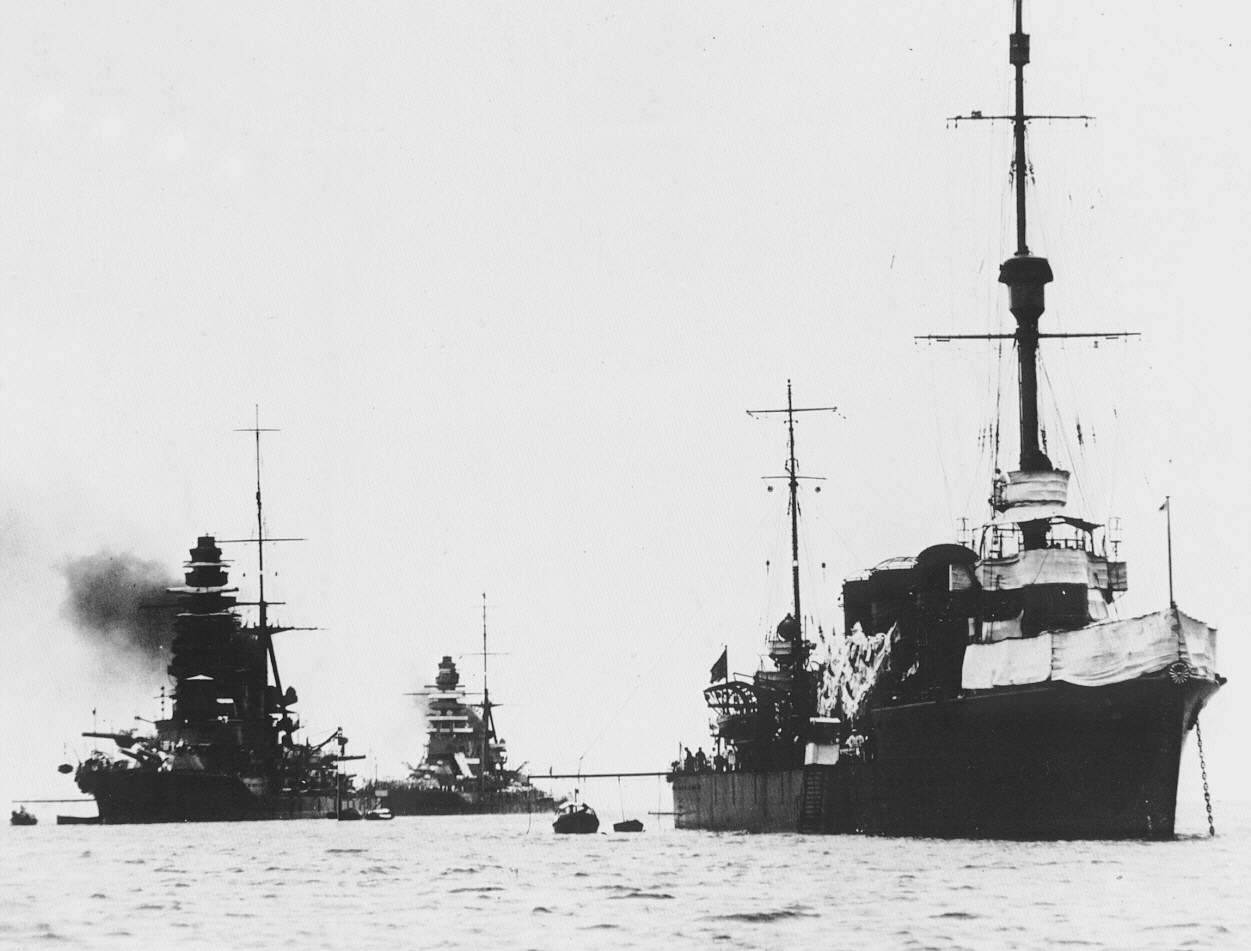
Tatsuta vào năm 1927 cùng các thiết giáp hạm Nagato và Mutsu
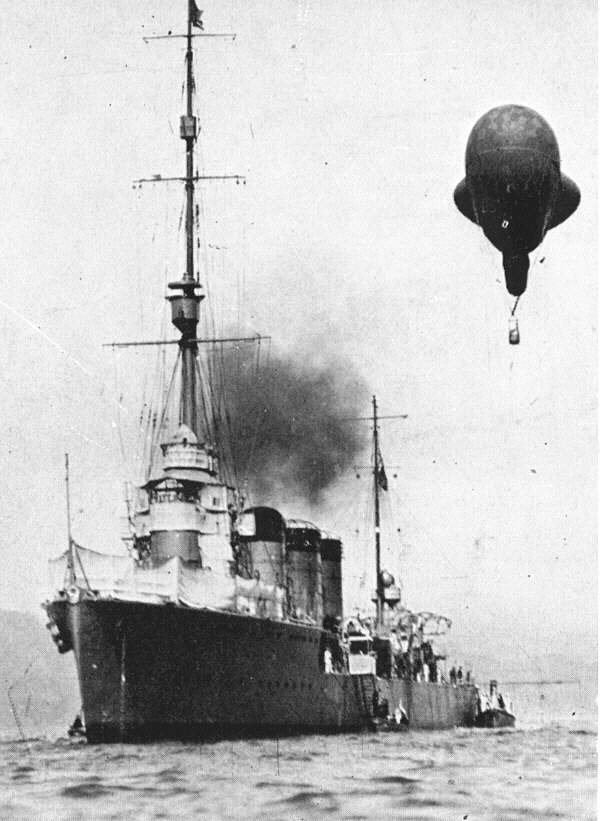
Tatsuta vào năm 1927 cùng khí cầu thời tiết
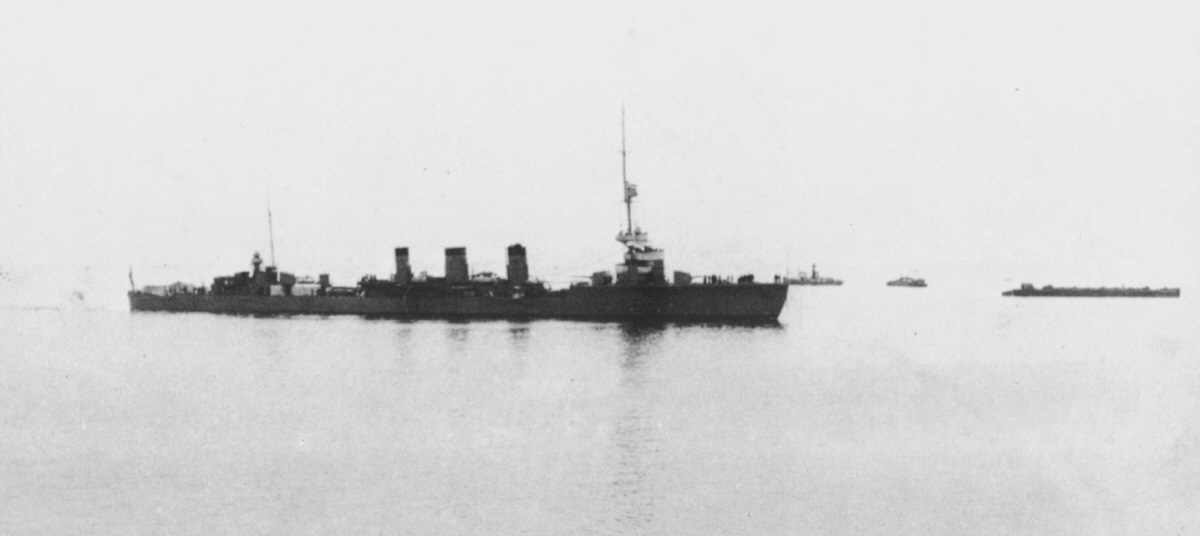
Tatsuta vào tháng 5 năm 1932